# Новоселівка (Глобинська міська громада)
Новосе́лівка —  село в Україні, у Глобинській міській громаді Кременчуцького району Полтавської області. Населення становить 89 осіб.

## Історія
17 вересня 2008 року колишнє селище отримало статус села.
12 червня 2020 року, відповідно до розпорядження Кабінету Міністрів України № 721-р «Про визначення адміністративних центрів та затвердження територій територіальних громад Полтавської області», село увійшло до складу Глобинської міської громади.
19 липня 2020 року, в результаті адміністративно - територіальної реформи та ліквідації Глобинського району, село увійшло до складу новоутвореного Кременчуцького району.

## Географія
Відстань до райцентру становить 61 км і проходить автошляхом Т 1716. Село розташоване за 3 км від села Жорняки і за 4 км від села Гриньки.

## Населення
Населення станом на 1 січня 2011 року становить 89 осіб.
- 2001 — 132
- 2011 — 89

### Мова
Розподіл населення за рідною мовою за даними перепису 2001 року:
| Мова       | Кількість | Відсоток |
| ---------- | --------- | -------- |
| українська | 111       | 84.09%   |
| російська  | 20        | 15.15%   |
| білоруська | 1         | 0.76%    |
| Усього     | 132       | 100%     |

## Інфраструктура
У селі є фельдшерсько–акушерський пункт. Фельдшер — Бровін Олег Вікторович.